# Elaine Matozinhos
Elaine Matozinhos Ribeiro Gonçalves (Conselheiro Lafaiete, 28 de abril de 1952) é uma delegada de polícia e política brasileira do estado de Minas Gerais. Formada pela Faculdade de Direito de Conselheiro Lafaiete, possui mestrado em Instituições Públicas pela Fundação Mineira de Educação e Cultura (FUMEC). Delegada de Polícia há mais de 30 anos, Elaine fundou as Delegacias de Mulheres e do Idoso. Foi deputada estadual na Assembleia Legislativa de Minas Gerais na Legislatura de 1999 a 2002. Foi também vereadora em Belo Horizonte por dois mandatos completos. Em 2008 foi eleita novamente para o cargo de vereadora do município, sendo reeleita no ano de 2012, e atualmente cumpre o 5º mandato eletivo.
Atualmente, leciona Direito Penal na Faculdade Minas Gerais - FAMIG, em Belo Horizonte. É ainda doutoranda em Direito Penal pela Universidade de Buenos Aires, na Argentina, e Diretora Geral da Universidade Presidente Antônio Carlos - UNIPAC de Belo Horizonte.
Após aprovação em Concurso Público, Elaine Matozinhos foi nomeada Delegada de Polícia com apenas 23 anos de idade. Foi a Delegada mais jovem de história da Polícia Civil em Minas Gerais e a primeira a chegar ao final de carreira, ainda na ativa, no Estado.
Elaine Matozinhos representou o Estado de Minas Gerais junto ao Conselho Nacional dos Direitos da Mulher do Ministério da Justiça (1990 – 1993) quando coordenou todo o combate à violência contra a mulher no País, acompanhou os trabalhos desenvolvidos pelas Delegacias de Mulher e trabalhou pela ampliação das referidas Unidades Policiais. Em julho de 1990 foi indicada para representar o Brasil na Reunião Interamericana de Consulta Sobre a Mulher e a Violência da OEA, em Washington D.C, reunião preparatória da elaboração da Convenção Interamericana para Punir e Erradicar a Violência Contra a Mulher, documento este, que o Brasil é signatário e um dos sustentáculos do Projeto de Lei n˚4559/2004 que culminou na sanção da Lei 11340/06, conhecida como Lei Maria da Penha.
Em junho de 2010, o nome de Elaine Matozinhos foi oficializado como segunda suplente na candidatura do ex-presidente Itamar Franco ao Senado. É presidente do Partido Trabalhista Brasileiro do município de Belo Horizonte desde abril de 2012 ; presidente do PTBMulher/MG e membro das executivas estadual e nacional da agremiação partidária.
Em dezembro de 2023 foi eleita presidente da Associação dos Delegados de Polícia Civil de Minas Gerais - Adepol/MG, para o triênio 2024/2026, se tornando a primeira mulher na história a presidir a entidade. 